# 張權 (光緒進士)
張權（?—?），直隸省天津府南皮縣人，清朝政治人物、同進士出身。
光緒二十四年（1898年），参加光緒戊戌科殿試，登進士三甲63名。同年五月，以主事分部学习。